# Església de Sant Quintí de Montclar
Sant Quintí de Montclar és una església del poble de Sant Quintí de Montclar, al municipi de Montclar (Berguedà). És una obra inclosa en l'Inventari del Patrimoni Arquitectònic de Catalunya.

## Descripció
És una església romànica d'una sola nau coberta amb volta de canó amb un absis semicircular cobert amb quart d'esfera. Els murs interiors descarreguen sobre dos arcs de mig punt, prop de la capçalera i està totalment arrebossat. La porta és a migjorn, un arc de mig punt adovellat. Als peus hi ha un campanar d'espadanya força malmés. La coberta exterior és a dues aigües amb teula àrab. Destaquem el parament divers depenent del sector, possiblement degut a alguna campanya de reformes de l'edifici original.
La volta es va enfonsar el 1982 i des d'aleshores només en resten els murs.

## Història
Datada vers el s. XII, podria haver estat vinculada al castell de Montclar però de fet no ens han arribat notícies documentals referents al conjunt. Fins al segle xviii va estar lligada a l'església parroquial de Sant Martí de Montclar.
El museu diocesà de Solsona conserva una lipsanoteca (núm. 295) provinent de St. Quintí de caràcter força rudimentari.